# Klára Trencsényi
Klára Trencsényi (anhörenⓘ; * 13. März 1975 in Budapest) ist eine ungarische Kamerafrau und Filmregisseurin, die hauptsächlich im Bereich Dokumentarfilm arbeitet.

## Leben
Nach dem Schulbesuch absolvierte Trencsényi an der Eötvös-Loránd-Universität ein geisteswissenschaftliches Studium, das sie 1999 erfolgreich beendete. Danach studierte sie an der Hochschule für Theater- und Filmkunst (Színház- és Filmművészeti Egyetem) in Budapest und erhielt dort 2005 ihr Diplom als Kamerafrau. Seitdem arbeitet sie im Bereich Dokumentarfilm. Der Film The Angelmakers der niederländischen Regisseurin Astrid Bussink, bei dem Trencsényi die Kamera führte, gewann 2005 beim International Documentary Film Festival Amsterdam den Preis für das beste Erstlingswerk.
Der Film Birds' Way, der 2009 in Zusammenarbeit mit dem Anthropologen Vlad Naumescu im Donaudelta entstand, wurde mehrfach auf Filmfestivals ausgezeichnet. Zu dem Film Reményvasút (Train to Adulthood) schrieb Trencsényi das Drehbuch, führte Regie und auch die Kamera. Der Film porträtiert das Leben dreier Heranwachsender, die bei der Kindereisenbahn Budapest (Gyermekvasút) arbeiten, sowie deren familiäres und soziales Umfeld. Der Film wurde 2015 beim DOK Leipzig mit der Goldenen Taube ausgezeichnet und erhielt 2016 einen Sonderpreis beim Festival ZagrebDox.
Neben ihrem filmischen Schaffen hat Trencsényi als Fotografin und Journalistin im Kosovo, der Ukraine und Rumänien gearbeitet und ist als Dozentin und Jurorin im Filmbereich tätig.

## Filmografie (Auswahl)
- 2005: The Angelmakers, Kamera
- 2007: Az esély, Kamera und Regie
- 2009: Birds' Way, Kamera und Regie
- 2009: 3 esküvő, Kamera und Regie
- 2009: Eltitkolt évek, Kamera
- 2010: Végváriak, Kamera
- 2010: Vivien, Kamera
- 2011: Corvin variációk, Regie
- 2014: Egyetlen fa maradt, Regie
- 2015: Meleg Férfiak Hideg Diktatúrák, Kamera
- 2015: Reményvasút (Train to Adulthood), Drehbuch, Kamera und Regie
- 2019: A Mandák ház lelkésze, Kamera
- 2022: Emlékek őrei, Regie